# Zespół dworski w Świdniku
Zespół dworski w Świdniku  – zespół dworski znajdujący się w Świdniku, w gminie Łukowica, w powiecie limanowskim, w Polsce.
W 1752 roku Rogowski – dziedzic w Świdniku rozpoczął budowę dworu, który zachował się do czasów obecnych. Jest to dworek drewniany, zbudowany na zrąb, tynkowany, bielony, parterowy z facjatą od tyłu, na narożnikach ma kwadratowe alkierzyki. W ogrodzie dworskim znajdują się pozostałości zbudowanego w XVI w. przez Marcina Rogowskiego zboru braci polskich. Zachowała się sklepiona dwudzielna piwnica, w obrębie wału ziemnego o trzech ramionach, przylegających do stoku wzgórza. W 1620 roku chłopi z Łącka, Ochotnicy i Kamienicy dokonali napadu na okoliczne dwory w tym też na świdnicki dwór i tamtejszy zbór. Według tradycji kaplica dworska wzniesiona została na zbiorowym grobie pomordowanych braci polskich.
Od 1821 roku właściciele zmieniali się wielokrotnie. Po II wojnie światowej w 1946 roku ostatnia właścicielka Marianna z Walterów Śmiałowska została wysiedlona. Dwór był następnie siedzibą władz gromadzkich, szkoły, ośrodka wypoczynkowego Akademii Medycznej w Krakowie oraz Mieleckiego Przedsiębiorstwa Budowlanego. W latach 1958–1959 i 1978–1980 został wyremontowany. W 1991 roku dwór wraz z parkiem przejęła Gmina Łukowica, która wydzierżawiła go osobom prywatnym. Zaniedbany dwór odzyskał spadkobierca, który w 2002 sprzedał go Twardowskim ze wsi Owieczka. W 2009 roku dach pokryto nowym gontem.
Dwór został wpisany do rejestru zabytków nieruchomych województwa małopolskiego. Oprócz zabytkowego dworku we wsi znajduje się kaplica dworska, murowana z XVIII w. oraz park dworski.